# くじゃく座ガンマ星
くじゃく座γ星（くじゃくざガンマせい、γ Pav / Gamma Pavonis）は、地球から見てくじゃく座の方向約30 光年の距離にある恒星で4等星。
質量は太陽の約1.21倍、半径は約1.15倍と、太陽に比べて少し大きな恒星で、有効温度も少し高く、光度も約1.52倍明るい。金属量が少なく、ヘリウムより重い元素の割合は太陽に比べて20％前後と見られている。近隣の恒星に比べて異常に速いスピードで天の川銀河を公転している。
この恒星は、アメリカ航空宇宙局の地球型惑星探査ミッションTerrestrial Planet Finderの候補天体として、14番目にランクされていた。ハビタブルゾーンは主星から約1.2天文単位の距離にある。